# Syringodium isoetifolium
Syringodium isoetifolium là một loài thực vật có hoa trong họ Cymodoceaceae. Loài này được (Asch.) Dandy miêu tả khoa học đầu tiên năm 1939.